# Pomy, Aude

Pomy este o comună în departamentul Aude din sudul Franței. În 1 ianuarie 2022 avea o populație de 51 de locuitori.